# Vodja opozicije
Vodja opozicije (angleško Leader of the Opposition) je naziv za vodjo največje parlamentarne politične stranke, ki ni v vladi. Uporablja se v številnih državah, ki uporabljajo parlamentarno obliko vladanja. V Sloveniji izraz ni pretirano uveljavljen. 
Vodja opozicije je običajno obravnavan kot alternativni predsednik vlade sedanjemu predsedniku; v westminstrskem sistemu vodijo konkurenčno alternativno vlado, znano kot vlada v senci ali prednja klop opozicije (frontbencher). Isti izraz se uporablja tudi za vodjo največje politične stranke, ki ni v vladi v podnacionalnih državnih, provincialnih in drugih regionalnih in lokalnih zakonodajah.
V mnogih kraljestvih Commonwealtha je polni naziv za vodjo opozicije Vodja najzvestejše opozicije njegovega veličanstva.